# 레드엔비아
레드엔비아(REDNVIA)는 대한민국의 기업이다. 본사는 서울특별시 송파구 올림픽로43길 88, 11층 (풍납동,아산생명과학연구원융합연구관)에 위치해 있으며 대표이사는 이훈모이다. 대동맥심장판막석회화증(CAVD) 치료제를 개발중이다

## 역사
동아에스티와 서울아산병원, 바이오엔비아(구 티와이바이오)의 조인트벤처(VC)이다 솔리더스인베스트먼트, 지투지인베스트먼트, 미래에셋캐피탈, 미래에쿼티투자파트너스, 경남벤처스, 로이투자파트너스, 산은캐피탈, 마젤란기술투자, 발랑스인베스트먼트 등이 투자하였다

## 상장
전문평가기관인 나이스디앤비와 한국평가데이터로부터 각각 A, BBB를 받고 2024년 주관사를 미래에셋증권으로 상장을 신청하였다가
2025년 철회하였다

## 같이 보기
- 오름테라퓨틱
- 지니너스
- 옵토레인

## 참고 문헌
1. ↑  김선, 더 깐깐해진 기술평가, 한번에 통과한 레드엔비아 비결, 머니S, 2024.05.13
2. ↑  이영성, 동아에스티·서울아산병원 JV '레드엔비아', 예비심사 청구, 더바이오, 2024.08.20
3. ↑  이재인, VC EXIT-레드엔비아 ① 내년 코스닥 입성 노린다, 딜사이트TV, 2024.09.18
4. ↑  이재인, VC EXIT-레드엔비아 ②솔리더스인베, 어떻게 숨은 보물 찾았나, 딜사이트TV, 2024.09.19
5. ↑  최은수, '기술성평가 통과' 레드엔비아, 프리IPO 100억 막바지, 더벨, 2024-06-18
6. ↑  동아에스티 합작 '레드엔비아', 코스닥 상장심사 철회 비즈워치 2025.02.18